# La Grave

La Motte-en-Champsaur este o comună în departamentul Hautes-Alpes, Franța. În 1 ianuarie 2022 avea o populație de 479 de locuitori.